# Josep Maria Tamarit i Sumalla
Josep Maria Tamarit i Sumalla és un jurista i professor universitari català, catedràtic de Dret penal per la Universitat de Lleida i l'Oberta de Catalunya. Des del juny de 2020 exerceix com un dels dotze membres del Comitè de vetlla dels drets fonamentals en moments de crisi, òrgan consultiu creat per la Generalitat de Catalunya durant la pandèmia de COVID-19.
L'any 1988 es va doctorar en Dret per la Universitat de Barcelona (UB) i el 1999 va esdevenir catedràtic de Dret penal de la Universitat de Lleida (UdL). Anys després, el 2010, també va aconseguir la plaça de catedràtic de Dret penal de la Universitat Oberta de Catalunya (UOC) i la de director del programa de criminologia d'aquesta mateixa universitat. Ha estat igualment Vicerector i Secretari General de la Universitat de Lleida i Director del Departament de Dret públic. També és president de la Societat Catalana de Victimologia, i membre de la Societat Europea de Criminologia i de la Societat Mundial de Victimologia. L'any 2019 es va posicionar en contra d'una nova aplicació de l'article 155 de la Constitució Espanyola de 1978 a Catalunya, tal com va suggerir el Partit Popular, perquè la manca de context determinat esdevindria causa de nul·litat suficient pel Tribunal Constitucional espanyol. També va ser un dels juristes que va qüestionar el fonament de dret del delicte de rebel·lió en l'acusació del judici al procés independentista català.
L'any 2019 va coordinar la primera investigació independent sobre abusos sexuals a infants comesos per l'Església catòlica espanyola. Si bé el percentatge mundial de sacerdots catòlics abusadors d'infants oscil·la entre el 4 i el 9%, la xifra espanyola no s'ha pogut determinar encara, en part pel gran secretisme que hi va haver durant el franquisme. També es va constatar la manca de protocols interns dins l'estructura eclesiàstica pe a atendre menors d'edat víctimes d'abusos sexuals —a diferència d'altres territoris com Alemanya, Bèlgica o Països Baixos—, així com la ineficàcia reparadora de sotmetre els delictes, de forma única i exclusiva, per la jurisdicció penal.
El juny de 2020 va ser triat com un dels dotze membres del grup d'experts del Comitè de vetlla dels drets fonamentals durant moments de crisi. Aquest òrgan consultiu va ser creat per la Conselleria de Justícia de la Generalitat de Catalunya durant la pandèmia de COVID-19 i des de l'inici està coordinat pel també jurista i professor Xavier Bernadí i Gil. El grup de treball, lliure de retribucions i compensacions econòmiques, té per funció l'assessorament al govern català sobre qüestions relacionades amb la restricció de drets individuals i col·lectius en la posada en funcionament de mesures de confinament.
En l'àmbit de la recerca, ha estat investigador principal de diversos projectes: del grup de treball Sistema de justícia penal (AGAUR 2006-2009 i 2010-2013); del projecte de recerca Desenvolupament i aplicacions de la justícia restaurativa, del Ministeri de Ciència i Innovació d'Espanya; i del projecte coordinat La victimització sexual de menors i la seva protecció penal (UOC-UdL-UB 2013-2015). La seva activitat s'ha centrat especialment en la victimologia, la justícia restaurativa i el sistema de sancions penals. A més, ha estat coordinador de diferents jornades temàtiques sobre justícia penal internacional, justícia universal i justícia transicional (Universitat de Lleida, octubre 2009); sobre criminologia (UOC-CEFJE); i sobre victimologia, entre d'altres, com a membre del Comitè científic del Simposi Mundial de Victimologia, celebrat a La Haia el maig de 2012.

## Obres seleccionades
Entre les seves publicacions es troben:
- La llibertat ideològica en el Dret penal (1989)
- La reforma dels delictes de lesions (1990)
- La reparació a la víctima en el Dret penal (1993 i 1994)
- La víctima en el Dret penal (1998)
- La protecció penal dels menors davant l'abús i l'explotació sexual (2000 i 2002)
- Victimologia, justícia penal i justícia reparadora (2006)
- La tragèdia i la justícia penal (2009)
- La justicia restaurativa: desarrollo y aplicaciones (Comares, 2012)
- Historical memory and Criminal Justice in Spain (Intersentia, 2013)
- Victimología teórica y aplicada (Huygens, 2013; autoria compartida amb Noemí Pereda)
- La criminologia (Editorial UOC, 2014)
- El estatuto de las víctimas del delito (Tirant lo Blanch, 2015)
- La victimización sexual de menores y la respuesta del sistema de justicia penal (BdF-Edisofer, 2017)